# Waldbahn Quara–Febbio
| Dampfbetrieb auf der Holzbrücke, 1919 |                     |                                    |                                    |
| Waldbahn Quara–Febbio (gelb) sowie 1800 m lange Schienenseilbahn und Flößerrinne (orange), 1919                                                                                          |                     |                                    |                                    |
| Streckenlänge: | ca. 16 km           |                                    |                                    |
| Spurweite: | 600 mm (Schmalspur) |                                    |                                    |
| Maximale Neigung: | 30 ‰                |                                    |                                    |
| |                     |                                    |                                    |
| \| \| \| Langholz-LKWs zum Sägewerk \| \| \| \| Quara \| \| \| \| Schienenseilbahn u. Trift zum Dolo \| \| \| \| Gova \| \| \| \| Novellano \| \| \| \| Val d’Asta \| \| \| \| Febbio \| |                     |                                    |                                    |
| Kopfbahnhof Streckenende, rechts und Streckenende (Strecke außer Betrieb) |                     | Langholz-LKWs zum Sägewerk         | Langholz-LKWs zum Sägewerk         |
| Betriebs-/Güterbahnhof Streckenanfang (Strecke außer Betrieb) |                     | Quara                              | Quara                              |
| Abzweig geradeaus und von links (Strecke außer Betrieb) · Strecke Anfang Hochstrecke, Ende Hochstrecke, quer, geradeaus, nach rechts und Ende Hochstrecke (außer Betrieb)                |                     | Schienenseilbahn u. Trift zum Dolo | Schienenseilbahn u. Trift zum Dolo |
| Blockstelle (Strecke außer Betrieb) |                     | Gova                               | Gova                               |
| Dienststation / Betriebs- oder Güterbahnhof (Strecke außer Betrieb) |                     | Novellano                          | Novellano                          |
| Blockstelle (Strecke außer Betrieb) |                     | Val d’Asta                         | Val d’Asta                         |
| Betriebs-/Güterbahnhof Streckenende (Strecke außer Betrieb) |                     | Febbio                             | Febbio                             |

Die Waldbahn Quara–Febbio (italienisch Ferrovia Decauville Quara – Val d’Asta) war eine schmalspurige Waldbahn in der italienischen Provinz Reggio Emilia für den Transport von Holz, das in den Wäldern an den Hängen des Monte Cusna im toskanisch-emilianischen Apennin für Kriegszwecke geschlagen wurde.

## Streckenverlauf
Die etwa 16 km lange Waldbahn Quara – Gova – Novellano – Val d’Asta – Febbio mit einer Spurweite von 600 mm und mit einer gleichmäßigen Steigung von weniger als 30 ‰ führte von Quara di Toano zum Zentrum des oberen Asta-Tals auf der linken Seite des Dolo-Tals. Sie durchquerte die Dörfer Gova, Novellano und Pian del Monte und erreichte von Fosso Balocchi aus die Ortschaft Masareto flussaufwärts des Ortsteils Riparotonda, knapp unterhalb von Rescadore di Febbio, wo sich die Quellen des Secchiello-Bachs und die Endstation der Waldbahn befanden.

## Geschichte
Mit dem italienischen Kriegseintritt in den Ersten Weltkrieg im Mai 1915 stieg die Nachfrage an kriegswichtigen Rohstoffen im Königreich Italien stark an. Um den Bedarf an Holz decken zu können, richtete das Königlich-Italienische Heer sogenannte Holzkomitees im Hinterland der Front ein. Letztere sollten zu festgesetzten Preisen das Heer mit Holz versorgen.
Nach der verheerenden italienischen Niederlage in der Zwölften Isonzoschlacht Ende Oktober 1917 und dem Rückzug der italienischen Truppen hinter den Piave sah sich das Heer auch zu einem Neuaufbau seines Nachschubs gezwungen. Die Militärs machten für den Holzschlag nach den Gebietsverlusten im Nordosten Italiens unter anderem den emilianischen Apennin aus und richteten dort ein neues Holzkomitee ein. Vom Apennin aus sollte das Holz, das beim Heer als Bau- und Brennholz benötigt wurde, auf dem Wasserweg in Richtung Front transportiert werden. Ein anderer Teil sollte an die Kriegsindustrie geliefert werden.
Ende 1917 wurden die bereits vor der Schlacht von Karfreit mit der Holzversorgung im Holzkomitee Karnien betrauten Unternehmer Matteo Brunetti und Umberto De Antoni auch mit dem Holzschlag im emilianischen Apennin betraut. Brunetti, vormals Bürgermeister im karnischen Paluzza, war im Laufe des Jahres 1917 dem karnischen Holzkomitee beigetreten. De Antoni hatte bereits vorher Geschäfte mit dem Heer gemacht und mit Hilfe öffentlicher Gelder ein 8000 m² großes Sägewerk in Villa Santina errichtet. Die beiden hatten nach ihrer Flucht aus dem Friaul die Gesellschaft Brunetti – De Antoni & Co gegründet.

### Bau und Betrieb
Die Gesellschaft erhielt im Apennin eine bis 1920 dauernde Lizenz für den Holzschlag und für den Bau einer Waldbahn am Monte Cusna. Letztere war noch 1917 im Auftrag des Holzkomitees geplant worden. In der Folge begannen die von Matteo Brunetti geleiteten Arbeiten, die sich bis Dezember 1918 hinzogen.
Die Gleise mussten in einem unwegsamen Waldgebiet in relativ kurzer Zeit verlegt werden, um sie vor dem bald erhofften Waffenstillstand fertigzustellen. An den 333 Arbeitstagen pro Jahr sollten Brennholz und Holzkohle transportiert werden. Das dringend benötigte Brennholz wurde an den Hängen von Cusna gefällt, dann in der Nähe von Gova in den Bach Dolo gerollt, darin zum Fluss Secchia geschwemmt und in der Nähe von Sassuolo auf Lastwagen verladen. Das bei der Kriegsindustrie begehrte Langholz hingegen wurde mit der Waldbahn bis zur Straße bei Quara gebracht, wo es auf Lastwagen umgeladen wurde.
Die Trasse der Eisenbahnlinie verlief über Holzbrücken auf steinernen Widerlagern, die heute vollständig verschwunden sind. Die Einheimischen waren anfangs misstrauisch gegenüber der von Fremden errichteten Waldbahn und beobachteten das ausländische Personal (Fahrdienstleiter, Mechaniker, Arbeiter usw.) mit einer Mischung aus Argwohn und Nächstenliebe. Es gab hölzerne Baracken für die etwa tausend österreichisch-ungarischen Kriegsgefangenen in Novellano, mit einer Krankenstation, einem Militärarzt und mit anderen angeschlossenen Gebäuden. Sie waren in großen Holzhütten auf einer Lichtung mit dem Namen Masareto oberhalb von Case Balocchi auf einer Höhe von 1900 m und in Pian Vallese auf einer Höhe von 1500 m untergebracht.
Das Arbeitslager, das für den Bau der Waldbahn eingerichtet wurde, war das einzige in der Provinz Reggio. Es stand wie der Betrieb der Waldbahn unter der Leitung von Matteo Brunetti. Es gibt immer noch viele Flurnamen, die seinen Namen tragen, wie Brunettis Baracke, Brunettis Lagerhaus (Magazzino di Brunetti) und Brunettis Eisenbahn.
Die Kriegsgefangenen mussten das Holz fällen, es zur Waldbahn rücken und auf die Züge der Bahn laden, die jeweils aus etwa zehn Wagen bestanden. Die Waldbahnlokomotiven durchquerten Pian del Monte, fuhren an Novellano und anderen kleinen Dörfern vorbei und hielten in Gova an. Dort wurde das Brennholz abgeladen und bei den Höhlen von Gova (Le Grotte di Gova) über eine 150 m lange Schienenseilbahn und durch eine hölzerne Flößerrinne in den Dolo geschwemmt. Von dessen Strömung wurde es dann flussabwärts bis zu dem Platz getrieben, wo es entnommen und an Land aufgestapelt wurde. Danach setzten die Züge ihre Fahrt nach Quara fort, das bereits über eine befestigte Straße erschlossen war. Hier wurden die besten Buchenstämme, die für die Kriegsindustrie bestimmt waren, auf Lastwagen umgeladen.
Auf der Rückfahrt nach Masareto wurden Proviant, Kleidung und Medikamente für den Lebensunterhalt der Häftlinge transportiert. Auf diese Weise konnte die Strecke drei- bis viermal am Tag mit einer Ladung von jeweils etwa 20–25 t Holz zurückgelegt werden. Während des Betriebes kam es mindestens einmal zu einem Unfall, bei dem ein Zug entgleiste. Bei dem Unfall wurden mehrere Personen verletzt, einige davon schwer.

### Stilllegung
Am 15. August 1919 wurde eine Ausflugsfahrt am italienischen Sommerfeiertag Ferragosto mit etwa hundert Teilnehmern organisiert, die sich für die Instandhaltung der Eisenbahn einsetzten. Nach einigem Hin und Her wurde erkannt, dass zur Tilgung der Schulden und zur Instandhaltung ein Betrag erforderlich gewesen wäre, der für Gemeinden und Privatpersonen in der Nachkriegszeit als zu hoch angesehen wurde. Nach Ablauf der Konzession stellte die Betreibergesellschaft Brunetti – De Antoni & Co den Betrieb im Laufe des Jahres 1920 ein.
Nach dem schweren Erdbeben im toskanisch-emilianischen Apennin am 7. September 1920 rückte die Bahn wieder in das öffentliche Interesse. Sie sollte für die Lieferung von Hilfsgütern in den vom Erdbeben betroffenen und schwer zugänglichen Orten Febbio, Cervarolo, Novellano und Civago wieder in Betrieb genommen werden. Es ist allerdings nicht bekannt, ob es dazu auch tatsächlich kam. In der Folge wurde die Waldbahn Quara–Febbio abgebaut, da niemand an einer Übernahme der Betriebslizenz interessiert war.
Auf Teilen der im Nationalpark Toskanisch-Emilianischer Apennin gelegenen ehemaligen Bahntrasse verläuft die zur Gemeindestraße deklassierte Provinzstraße SP 95 „Quara – Pian del Monte“.